# Риндовська Олександра Якимівна
Олександра Якимівна Ковалевська, в шлюбі Чернова, пізніше Риндовська (13 листопада 1829, Харків – 4 січня 1905, Катеринослав) — українська освітянка та громадська діячка, активістка жіночої освіти. Засновниця Маріїнської жіночої гімназії у Катеринославі, перша її директорка. Почесна громадянка Катеринослава.
Дочка — Олександра Калмикова, громадська діячка.

## Біографія
Народилась 13 листопада 1829 року в Харкові в родині дворянина Якима Яковича Ковалевського, педагога, організатора освіти в краї та директора Катеринославської класичної чоловічої гімназії.
У 1846 р. закінчила Одеський інститут шляхетних дівчат на відмінно й повернулася до батьків. Тоді ж одружилася з великим землевласником М. А. Черновим, але шлюб виявився невдалим. 
У 1889 року вона вдруге одружилася з Миколою Риндовським, педагогом та директором Катеринославської чоловічої гімназії.
30 серпня 1865 року в Катеринославі було урочисто відкрито жіноче училище першого розряду, а Олександрі Риндовській запропоновано його очолити. Спочатку училище діяло в складі перших 4-х класів та підготовчого при них, усього для 64 учениць. Далі щорічно відкривався новий клас. Через 5 років в училищі було вже 7 класів і йому надали статус гімназії. На той час навчальними закладами опікувалася імператриця Марія Олександрівна й називалися вони Маріїнськими. Не стала винятком і катеринославська гімназія. У 1871 році в навчальному закладі з’явився 8-й клас, що остаточно закріпило за ним цей статус.
Водночас Риндовська проводила суботні вечори, на які запрошувалася місцева інтелігенція та учениці-старшокласниці. На цих вечорах читалися лекції з літератури, історії, природознавства, проводилося художнє читання найкращих творів російської та іноземної літератури. Читання зазвичай проводила сама господиня. Нерідко вона перекладала гостям з іноземної мови літературу, яка далеко не відразу видавалася в ті часи російською. Її дім був своєрідним літературним салоном.
1870 р. з ініціативи Риндовської відкрилося «Товариство піклування про жіночу освіту в м. Катеринославі». А через два роки, в 1872, відкрилася «Безкоштовна школа» «Товариства піклування про жіночу освіту в м. Катеринославі» для бідних верств населення. Уже через 15 років Товариство мало під своєю опікою дві жіночі школи, у яких навчалася майже четверта частина всіх школярок Катеринослава. 26 серпня 1881 р. за ініціативи О. Я. Риндовської відкрилося «Товариство допомоги нужденним ученицям Маріїнської жіночої гімназії».
У 1883 р за участю й під керівництвом Риндовської та при активній підтримці викладача реального училища В. М. Попова був складений та здійснений проєкт організації систематичних «Народних читань» для широкої катеринославської публіки, для керівництва якими була організована «Комісія народних читань». Підбір тем і книг обмежувався особливим каталогом. Серед розпорядників та лекторів народних читань були люди, які відіграли чималу роль у культурно-просвітницькому житті Катеринослава.
Померла Олександра Риндовська 4 січня 1905 р., похована на Катеринославському кладовищі. Могила її була знищена в 1930-х роках, коли на місці кладовища вирішили будували стадіон «Металург».

## Визнання
За свою працю Олександра Риндовська отримала багато подяк. Портрет Риндовської прикрашав зал міської управи. У Катеринославі стало традицією відзначати ювілеї професійної діяльності О. Я. Риндовської. Святкування проходили в стінах Маріїнської гімназії. Широко святкувалися  25-ти, 35-ти і 40-річні дати її педагогічної та громадської роботи. 7 грудня 1889 р. відзначили 25-річний ювілей перебування Риндовської на посаді директора гімназії. Тоді ж Губернські Земські Збори заснували на честь цієї події спеціальну стипендію для оплати за навчання в гімназії однієї учениці на розсуд директорки. Остання така стипендія призначалася в 1905-му, у рік її смерті.
У грудні 1898 р. вона отримала свою найпочеснішу нагороду — золоту медаль на Анненській стрічці з написом «За старанність». Міська Дума вирішила надати Риндовській звання Почесної громадянки Катеринослава. Однак це рішення не пройшло обов’язкову складну юридичну процедуру утвердження на вищому рівні імператором. Таким чином, виникла не подолана юридична колізія.
Сьогодні стіни будівлі колишньої Маріїнської гімназії (НВК № 33) прикрашає меморіальна дошка з іменами її засновників — освітянки Олександри Риндовської й педагога-мецената Андрія Понятовського, який подарував місту двоповерховий будинок для подальшого його використання як жіночого навчального закладу. Меморіал виконаний у вигляді книги з закладкою. Це символізує, що частина історії вже написана, а далі її писатимуть ті, хто навчається нині в цих стінах.
У 2015 р. ім’я Олександри Риндовської увічнили в назві вулиці: вулиця Перекопської перемоги стала носити ім’я цієї видатної жінки.